# 余彬 (華陽)
余彬（?—?），四川省成都府華陽縣人，清朝政治人物、同進士出身。
光緒三年（1877年），参加丁丑科殿試，登進士三甲第19名。同年五月，分部學習。